# Sexwitch
I Sexwitch sono un gruppo musicale inglese nato dalla collaborazione della band rock Toy e Natasha Khan aka Bat for Lashes. Il loro disco di esordio eponimo, pubblicato il 25 settembre 2015, contiene sei cover di brani psichelicie folk degli anni Settanta originari di Iran, Marocco, Thailandia e Stati Uniti. Natasha Khan ha affermato che lei e il produttore Dan Carey hanno acquistato numerosi "vecchi dischi psichedelici di diverse nazioni, strane canzoni folk dalle montagne" e in seguito hanno invitato i Toy per registrare delle cover. La band ha imparato le canzoni e ha registrato le loro versioni in un solo giorno, con un solo take. Khan e i Toy avevano già collaborato nel 2013 per una cover di The Bride, una canzone iraniana risalente a prima della rivoluzione.
Il 24 agosto i Sexwitch hanno pubblicato un singolo online, Helelyos. Rolling Stone l'ha descritto come un "groove ipnotico e mediorientale". Il Guardian ha affermato che i brani dei Sexwitch sono "ipnotici, basati sul groove e con chitarre post-punk" e "crescendo urlanti".
I Sexwitch hanno suonato il loro primo concerto al Green Man nel 2015.